# Cooperon-Diagramm
Das  Cooperon-Diagramm (oft auch nur Cooperon genannt) tritt im Zusammenhang mit der analytischen Theorie der elektrischen Leitfähigkeit („Widerstandstheorie“) nicht-supraleitender Metalle  auf , siehe etwa Weblink 1. Der Name „Cooperon-Diagramm“ soll aber trotzdem zugleich an Leon Neil Cooper erinnern, der über die Bildung von sog. Cooper-Paaren letztlich den Anlass zur Erklärung des Phänomens der Supraleitung gab (BCS-Theorie). Insgesamt wird hiermit daran erinnert, dass die sog. Leiterdiagramme (Englisch: ladder diagrams), die bei der Supraleitung den Cooper-Effekt diagrammatisch darstellen, sehr eng mit den sog. überkreuzten Diagrammen verwandt sind, die in der Widerstandstheorie normaler Metalle für die Effekte der sog. schwachen Lokalisierung verantwortlich sind.  Es handelt sich also um Querbeziehungen innerhalb verschiedener Sparten der Theoretischen Festkörperphysik.

## Von Leiterdiagrammen zu überkreuzten Diagrammen
Die Verwandtschaft der zur Bildung von Cooper-Paaren führenden Leiterdiagramme (englisch: ladder diagrams, von ladder = die Leiter) und der in der konventionellen – aber über die niedrigste Ordnung hinausgehenden – Widerstandstheorie auftretenden überkreuzten Diagramme ergibt sich wie folgt:
Die Leiterdiagramme bestehen aus zwei parallelen horizontalen Linien, etwa von (xi, 0) nach (xf, 0) bzw. von (xi, y) nach (xf, y), in gewissen Abständen unterbrochen durch vertikale Wechselwirkung. Die vertikale Wechselwirkung führt, wie bei einer liegend gelagerten Leiter, von der unteren horizontalen Linie zum entsprechenden Punkt auf der parallelen horizontalen Linie. Die Ursache dieser Wechselwirkung ist bei der Supraleitung letztlich nicht wesentlich; meist sind es (vergleichsweise!) sehr langsame oder statische Prozesse, die z. B. mit quantisierten Schwingungen („Phononen“) verknüpft sind.
In der Widerstandstheorie normaler Metalle repräsentieren dagegen die vertikalen Linien die Störstellenstreuung  (impurities), und die Leiterdiagramme repräsentieren hier die gewöhnlichen Effekte, die in der konventionellen Theorie des elektrischen Widerstandes zusammengefasst sind (sog. Drude-Theorie).
Die nicht-konventionellen Effekte (sog. „Kohärenzphänomene“, „schwache Lokalisierung“ u. a.) hängen mit den „überkreuzten Diagrammen“ zusammen. Diese entstehen aus den Leiterdiagrammen durch Umkehr der Bewegungsrichtung der oberen Linie: Die obere Linie geht jetzt nicht mehr von links nach rechts, sondern umgekehrt von rechts nach links. Dadurch entstehen Wechselwirkungen, die nicht mehr wie vorher von einem Punkt “links unten” (bzw. „rechts unten“) zum entsprechenden Punkt „links oben“ (bzw. „rechts oben“) führen, sondern es geht „total überkreuz“, etwa von „links unten“ nach „rechts oben“ (bzw. von „rechts unten“ nach „links oben“).
Die Terme, die den so entstehenden „gekreuzten Diagrammen“ entsprechen, führen, wie gesagt, zum Phänomen der schwachen Lokalisierung. Bei Zeitumkehrinvarianz sind sie mit den Cooper-Diagrammen (Leiterdiagramme) äquivalent und werden auch als „Cooperon-Diagramme“ bezeichnet.

## Konkrete Bilder
Ein Leiterdiagramm in der Theorie der Supraleitung ist etwa das folgende
```
                  i' _______________________________________________________ f'
                             A_p      B_p..    |..      B'_p..   A'_p
                             |        |        |        |        |
                             |        |        |        |        |
                  i  ________A________B..______|________B'.._____A'_________ f
```

Das heißt zum Beispiel: Das eine Elektron geht auf einem Weg von i ("initial") nach f ("final"), das andere auf einem parallelen Weg von i' nach f '. Dabei finden nur "vertikale" Streuprozesse statt (z. B. von A nach A_p). Die vertikalen Linien repräsentieren z. B. Streuprozesse des Elektrons an quantisierten Gitterschwingungen (Phononen). Das eine Elektron emittiert ein Phonon; das andere adsorbiert es wieder.
Das dazu passende Cooperon-Diagramm aus der Theorie des elektrischen Widerstandes gewöhnlicher Metalle ist:
```
            (f->) f' _______________________________________________________ i'
                             A'_p     B'_p.. ..|        B_p..    A_p
                             |        |        |        |        |
                             |        |        |        |        |
                  i  ________A________B..______|________B'.._____A'_________ f
 
 
 (-> f')
```

wobei jetzt die vertikalen Linien nicht Phononen, sondern Störstellenstreuung repräsentieren. Die Verhältnisse sind jetzt komplizierter: Während das Elektron 1 von i nach f läuft, bewegt sich Elektron 2 in entgegengesetzter Richtung von f '(≈f) nach i' (≈i), und während das erste Elektron zunächst mit Störstelle A wechselwirkt – etwa mit positivem Effekt – wechselwirkt auch das zweite Elektron – trotz inverser Bewegungsrichtung – mit derselben Störstelle wie das erste, wobei dessen Effekt gerade kompensiert wird. Wegen dieser „Antikorrelation“ (Kompensationseffekt!) tragen die angegebenen Diagramme maximal zur sog. „(schwachen) Lokalisierung“ der Elektronen bei.
Die gekreuzten Diagramme aus der Widerstandstheorie entstehen, indem man im letzten Diagramm die Bewegungsrichtung der oberen horizontalen Linie umkehrt, also wieder i mit i' (und A mit Ap – jetzt ohne Strich! – und B... mit Bp... – ebenfalls ohne Strich - ) verbindet usw., und zugleich zu einem konsequenten Einteilchenbild übergeht, in welchem nunmehr ein einziges Elektron entsprechend der Schrödingergleichung eine geschlossene Kurve durchläuft und dabei an diametral gegenüberliegenden Punkten korreliert (besser: antikorreliert!) entsprechend den üblichen diagrammatischen Regeln so  gestreut wird, dass die Beiträge zur Leitfähigkeit möglichst klein sind, dass also der Widerstand möglichst groß wird.
Die gekreuzten Diagramme sind also (cum grano salis): 
```
                   final _______|||_______ initial' (

  

    

      

        
←

      

    

    
{\displaystyle \leftarrow }

  

, Weg 2)
                            ..B  |  B'..
           

  

    

      

        
(

        
↓

        
)

      

    

    
{\displaystyle (\downarrow )}

  

       |||       

  

    

      

        
↖
↗

      

    

    
{\displaystyle \nwarrow \nearrow }

  

       |||       

  

    

      

        
(

        
↑

        
)

      

    

    
{\displaystyle (\uparrow )}

  

                               

  

    

      

        
↗
↖

      

    

    
{\displaystyle \nearrow \nwarrow }

  

                 initial  __..B__|__B'..__ final'   (

  

    

      

        
→

      

    

    
{\displaystyle \to }

  

, Weg 1).
                                |||
```